# Trifon Xhagjika
Trifon Lame Xhagjika, czyt. Trifon Dżadzika (ur. 29 kwietnia 1932 we wsi Peshtan k Tepeleny, zm. 26 grudnia 1963 w Tiranie) – albański poeta, dziennikarz i oficer Armii Albańskiej, więzień sumienia.

## Biogram
Był jednym z pięciorga dzieci Lame Xhagjiki i Kaliope. Urodził się na przedmieściach Tepeleny. W 1941 z powodów ekonomicznych przeniósł się wraz z rodziną do Tirany. W bardzo młodym wieku wstąpił na ochotnika do Armii Albańskiej, by w 1954 ukończyć szkołę dla oficerów artylerii przeciwlotniczej w Tiranie. Przez pewien czas służył w jednej z jednostek wojsk rakietowych, zanim nie ujawnił swojego talentu dziennikarskiego. Po odbyciu kursu dla dziennikarzy, rozpoczął pracę w czasopiśmie Luftetari (Bojownik) – organie prasowym ministerstwa obrony i został awansowany do stopnia kapitana.
Pierwsze utwory poetyckie publikował w magazynach „Drita” (Światło) i „Nentori” (Listopad). W 1959 ukończył swój pierwszy tomik poetycki Gjurmet (Ślady). Kiedy skierował go do druku, wiersze zostały uznane za dekadenckie, a sam poeta aresztowany przez Sigurimi. Po czterech latach pobytu w więzieniu, 26 grudnia 1963 odbył się proces Xhagjiki. 26 grudnia Sąd Najwyższy skazał go na karę śmierci i utratę praw publicznych na zawsze. W tym samym dniu został rozstrzelany. Pochowany w nieznanym miejscu.

## Twórczość
- 2002: Poezia: vargje (opr. Agron Tufa)
- 2006: Poeti disident Trifon Xhagjika (opr. Andrea Llukani, Ylli Xhagjika)